# Kepler-12
Désignations
Kepler-12 est une étoile de type spectral G0 un peu plus grande et plus massive que le Soleil située à environ ∼ 2 870 a.l. (∼ 880 pc) du Système solaire dans la constellation du Dragon.

## Système planétaire
Un système planétaire a été détecté autour de cette étoile en octobre 2011 par la méthode des transits à l'aide du télescope spatial Kepler, matérialisé par une exoplanète appelée Kepler-12 b.
| Planète     | Masse                  | Demi-grand axe (ua) | Période orbitale (jours) | Excentricité             | Inclinaison | Rayon                  |
| ----------- | ---------------------- | ------------------- | ------------------------ | ------------------------ | ----------- | ---------------------- |
| Kepler-12 b | 0,431 +0,041 −0,040 MJ | 0,055 6 ± 0,000 7   | 4,437 963 7 ± 2×10-7     | < 0,09 (3σ), < 0,01 (1σ) |             | 1,695 +0,028 −0,032 RJ |